# Caleb Cardozo
Caleb Cardozo Herbas (Cochabamba, Bolivia; 11 de agosto de 1989) es un futbolista boliviano que juega en la posición de centrocampista en Club Aurora de la Primera División de Bolivia.

## Clubes
| Club              | País    | Año             |
| ----------------- | ------- | --------------- |
| Aurora            | Bolivia | 2010 – 2016     |
| Oriente Petrolero | Bolivia | 2017            |
| Aurora            | Bolivia | 2018 – 2021     |
| Aurora            | Bolivia | 2024 - presente |